# 陈瑾昆

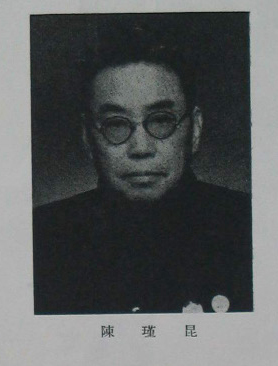
陳謹昆近照

陈瑾昆（1887年—1959年5月），字文辉，号克生，男，湖南常德人，中国法学家。

## 生平
陈瑾昆于1908年前往日本留学，就读于东京帝国大学法律专业，并获法学士学位。1917年回国，历任奉天省高等审判所推事、庭长，修订法律馆纂修，大理院推事、庭长，最高法院庭长等。期间还兼职任教于北京大学、朝阳大学、中国大学等校。1929年起专任大学教授，同时兼职律师。1933年曾任南京国民政府司法行政部民事司司长。抗日战争期间于1937年参与筹建长沙临时大学，后前往云南任教于西南联合大学。抗战结束后赴延安，并于1946年在林伯渠介绍下加入中国共产党。次年出任中共中央法律委员会委员。1948年任华北人民政府委员、华北人民法院院长。
中华人民共和国成立后，担任全国政协委员、中央人民政府法制委员会副主任委员、政务院政治法律委员会委员、最高人民法院副院长等。1952年任法制委员会法规审议委员会主任委员。次年任最高人民法院顾问、中国政治法律学会理事。他曾参与制定了《中华人民共和国宪法》、《中华人民共和国婚姻法》等法律。1959年在北京逝世。